# أوستين كرايغ
أوستين كرايغ (بالإنجليزية: Austin Craig)‏ هو مؤرخ أمريكي، ولد في 22 فبراير 1872، وتوفي في 1949 في منيابولس في الولايات المتحدة.